# Ahmed Mostafa
Ahmed Mostafa Kotb (in arabo أحمد مصطفى‎?; 21 ottobre 1997) è un calciatore egiziano, centrocampista dell'Al-Okhdood in prestito dal Smouha.

## Caratteristiche tecniche
È un esterno sinistro.

## Carriera

### Nazionale
Con la nazionale Under-20 egiziana ha preso parte alla Coppa delle Nazioni Africane Under-20 2017, disputando due incontri.